# Miles Fisher

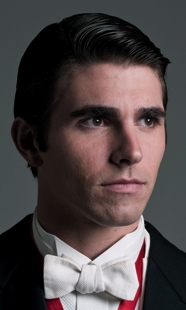
Miles Fisher (2009)

Miles Fisher (* 23. Juni 1983 als James Leslie Miles Fisher in Dallas, Texas) ist ein US-amerikanischer Schauspieler, Musiker und Unternehmer.

## Leben
Fishers Vater ist Präsident der Federal Reserve Bank von Dallas und war von 1997 bis 2001 stellvertretender Handelsbeauftragter der Vereinigten Staaten, seine Mutter ist Trustee des American Film Institute. Sein Großvater mütterlicherseits James M. Collins war zwischen 1968 und 1983 für Texas im Repräsentantenhaus. Fisher selbst graduierte in Harvard. Im Juni 2014 heiratete er in Los Angeles die Nachrichtenproduzentin Lucette Blodgett.
Fisher gab mit dem Film True Women aus dem Jahr 1997 sein Debüt als Schauspieler. Seither ist er in Kino- und Fernsehproduktionen zu sehen und wirkte an mehr als 20 Produktionen mit. Neben einer Hauptrolle in Final Destination 5 und einer Nebenrolle in J. Edgar spielte er unter anderem kleine Rollen in einzelnen Episoden der TV-Serien Mad Men und Psych. 2019 nutzte er seine optische Ähnlichkeit mit Tom Cruise, den er bereits zuvor zweimal porträtiert hatte, und veröffentlichte unter dem Titel Tom Cruise 2020 – Run Tom Run ein fingiertes Bewerbungsvideo für die Präsidentschaftswahl 2020.
Daneben betätigte sich Miles Fisher eine Zeit lang als Musiker. 2009 gelang ihm mit einem an American Psycho angelehnten Musikvideo und der dazugehörigen Coverversion des Talking-Heads-Klassikers This Must Be the Place (Naive Melody) ein viraler Hit. 2011 parodierte er mit seinem Musikvideo zu New Romance die Horrorfilmreihe Final Destination und die beliebte 90er-Sitcom Saved by the Bell. Sein Debütalbum Video Music erschien 2013 im Selbstverlag.
Als Unternehmer betreibt Fisher eine Kaffeerösterei.

## Filmografie (Auswahl)
- 1997: True Women
- 2000: Lone Star Struck
- 2003: Gods and Generals
- 2007: Hair Apparent (Kurzfilm)
- 2008: Superhero Movie
- 2008: The Cleaner (Fernsehserie, 2 Episoden)
- 2009: Head in the Sand (Kurzfilm)
- 2009: Gossip Girl (Fernsehserie, Episode 2x24)
- 2009: This Must Be the Place (Kurzfilm)
- 2009: Mad Men (Fernsehserie, Episode 3x03)
- 2010: My First Claire (Kurzfilm)
- 2011: New Romance (Kurzfilm)
- 2011: Final Destination 5
- 2011: Death Valley (Fernsehserie, Episode 1x07)
- 2011: Psych (Fernsehserie, Episode 6x04)
- 2011: J. Edgar
- 2011: Have a Little Faith (Fernsehfilm)
- 2011: Mister Handsome (Kurzfilm)
- 2012: Babymakers – Wenn’s so einfach wäre! (The Babymakers)
- 2013: Bad Sports (Fernsehserie, 7 Episoden)
- 2013: Nothing Real (Kurzfilm)
- 2014: Believe Me
- 2016: 2 Broke Girls (Fernsehserie, Episode 5x12)
- 2016: Wolves at the Door
- 2018: Die Wahrheit über Lügen (The Truth About Lies)

## Diskografie
Alben
- 2013: Video Music

EPs
- 2009: Miles Fisher

Singles
- 2009: This Must Be the Place (Naive Melody) (Talking-Heads-Cover)
- 2011: New Romance
- 2011: Don’t Let Go
- 2013: Finish What We Started
- 2013: Finish What We Started (Remix) (feat. Joe Jonas)